# Josh Meyers (Eishockeyspieler)
Joshua „Josh“ Meyers (* 7. Dezember 1985 in Alexandria, Minnesota) ist ein ehemaliger US-amerikanischer Eishockeyspieler, der im Verlauf seiner aktiven Karriere zwischen 2004 und 2015 unter anderem 144 Spiele für die Krefeld Pinguine in der Deutschen Eishockey Liga (DEL) auf der Position des Verteidigers bestritten hat. Darüber hinaus absolvierte Meyers 114 Partien in der American Hockey League (AHL).

## Karriere
Josh Meyers begann seine Karriere als Eishockeyspieler in der Saison 2003/04 bei den Minnesota Blizzard aus der Juniorenliga North American Hockey League (NAHL). Anschließend spielte der Verteidiger ebenfalls ein Jahr lang für die Sioux City Musketeers in der United States Hockey League (USHL). Daraufhin wurde er im NHL Entry Draft 2005 in der siebten Runde als insgesamt 206. Spieler von den Los Angeles Kings aus der National Hockey League (NHL) ausgewählt, für die er allerdings nie spielte. Stattdessen besuchte er die University of Minnesota Duluth und stand von 2005 bis 2009 für deren Eishockeymannschaft in der National Collegiate Athletic Association (NCAA) auf dem Eis. Mit dieser gewann er in der Saison 2008/09 die Meisterschaft der Western Collegiate Hockey Association (WCHA) in Form der Broadmoor Trophy, wobei er selbst in das Third All-Star Team gewählt wurde. 
In der Saison 2009/10 gab Meyers sein Debüt im professionellen Eishockey, als er zunächst in zwölf Spielen drei Vorlagen für die Utah Grizzlies in der ECHL gab, ehe er die restliche Spielzeit bei Abbotsford Heat in der American Hockey League (AHL) verbrachte. In dieser erzielte er in insgesamt 65 Spielen vier Tore und gab weitere 15 Vorlagen, was dazu führte, dass er von deren Partnerorganisation Calgary Flames aus der NHL einen Vertrag für die folgende Saison erhielt. Zum Einsatz kam Meyers aber weiterhin in Abbotsford. Im Sommer 2011 wechselte er zum italienischen Rekordmeister HC Bozen in die Serie A1, mit denen er in der Saison 2011/12 die italienische Meisterschaft gewann.
Im Juli 2012 wurde Meyer von den Krefeld Pinguine aus der Deutschen Eishockey Liga (DEL) verpflichtet und verbrachte dort ab der Saison 2012/13 insgesamt drei Spielzeiten. Im Sommer 2015 unterschrieb der Verteidiger zunächst einen Vertrag bei den Stavanger Oilers aus der norwegischen GET-ligaen, entschied sich jedoch wenig später gegen das Engagement und beendete im Alter von 29 Jahren seine aktive Profikarriere. 

## Erfolge und Auszeichnungen
- 2009 Broadmoor-Trophy-Gewinn mit der University of Minnesota Duluth
- 2009 WCHA Third All-Star Team
- 2012 Italienischer Meister mit dem HC Bozen

## Karrierestatistik
(Legende zur Spielerstatistik: Sp oder GP = absolvierte Spiele; T oder G = erzielte Tore; V oder A = erzielte Assists; Pkt oder Pts = erzielte Scorerpunkte; SM oder PIM = erhaltene Strafminuten; +/− = Plus/Minus-Bilanz; PP = erzielte Überzahltore; SH = erzielte Unterzahltore; GW = erzielte Siegtore; 1 Play-downs/Relegation; Kursiv: Statistik nicht vollständig)